# Police égyptienne

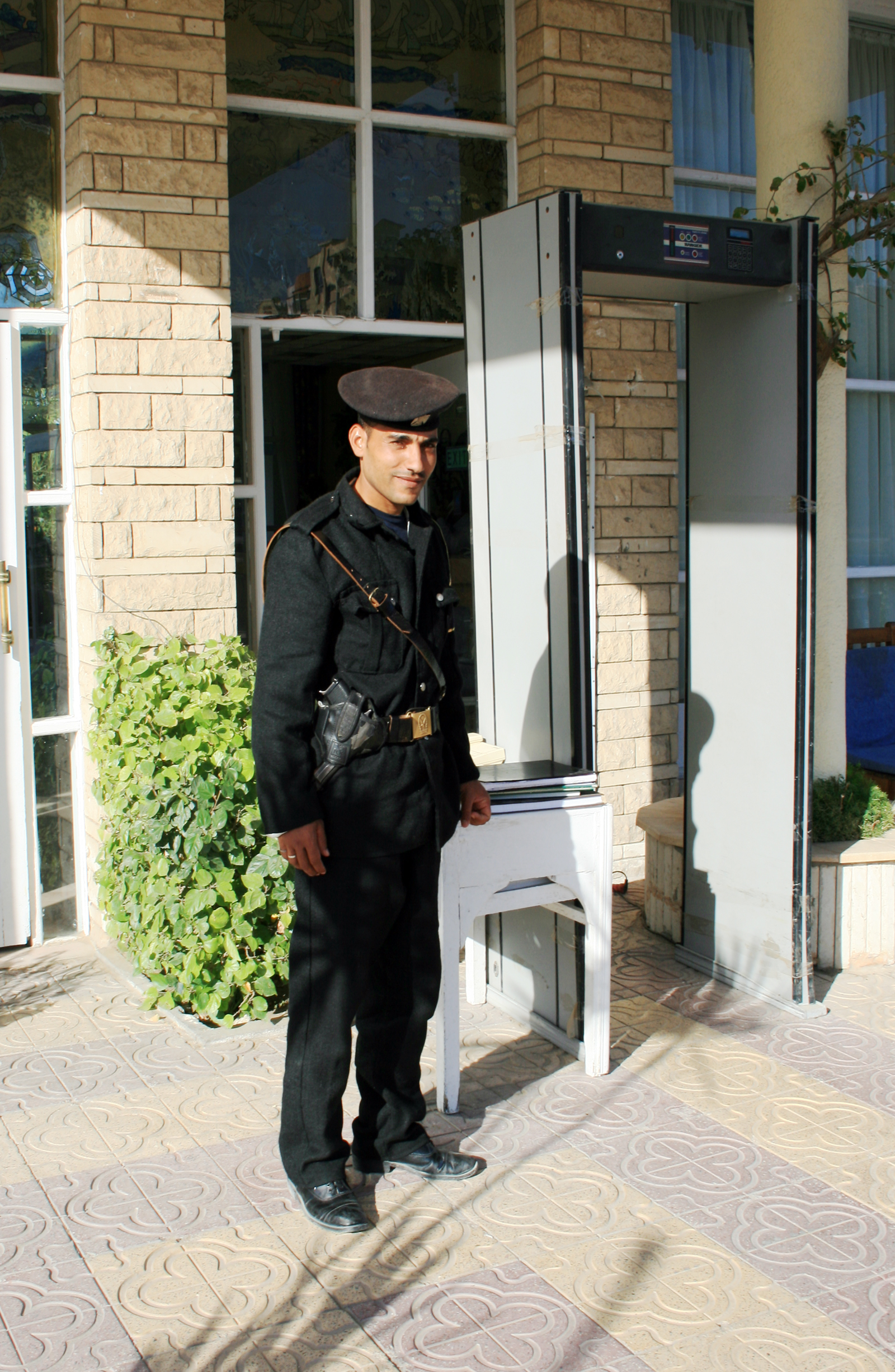
Un policier égyptien

La police égyptienne est l'une des branches du ministère de l'Intérieur égyptien. Elle représente le pouvoir exécutif dans les domaines de la sécurité civile et de l'ordre social. Elle est placée sous l'autorité du ministre de l'Intérieur.

## Histoire

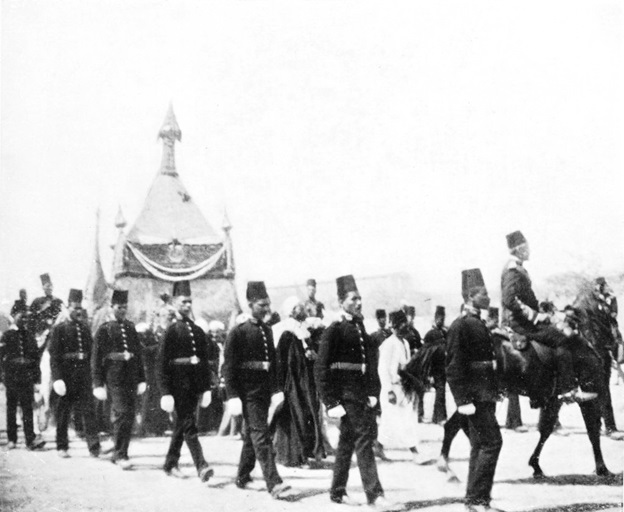
La police du Caire en 1911

### Après l'indépendance
Le 25 janvier 1952, la police d'Ismaïlia refuse de remettre ses armes aux forces britanniques. Leur résistance devient un symbole du soulèvement pour la jeune nation égyptienne.
La police sous Nasser, Sadate et Moubarak devient un appareil surdimensionné et permet la répression de l'opposition. Elle coexiste donc avec l'armée égyptienne qui demeure la base fondamentale du régime et le milieu dont sont issus ses dirigeants. En 1986, l'armée est appelée à intervenir contre le noyau dur de la police, les Forces de la sécurité centrale qui réclamaient un meilleur traitement. Mais de 1986 à 2011, la police est seule à agir dans les questions de sécurité intérieure.

### Organisation sous le régime deMoubarak
Sous Moubarak, la police se militarise tandis que le nombre de conscrits augmente et que la chaîne de commandement devient de plus en plus centralisée (autour du président)
Une des particularités de l'organisation policière est l'absence de distinction, au moins pour l'uniforme, entre les différents services : police de circulation, sécurité intérieure, police anti-émeute etc.
Le 25 janvier 2009, Hosni Moubarak déclare le 25 janvier jour férié pour fêter le « Jour de la police », prenant acte du poids de l'appareil policier dans la population égyptienne, ne serait-ce que démographiquement, et de la perception négative qu'en ont les Égyptiens, la considérant à juste titre corrompue et répressive (le ministre de l'Intérieur Habib el-Adli est surnommé « Ministre de la Torture »).

#### Organisation nationale
Le ministère de l'Intérieur divise les fonctions de la police et de sécurité publique entre quatre ministres adjoints, mais conserve lui-même la responsabilité de la sécurité d'État, du renseignement (Gihaz al-Mukhabarat al-Amma) et de l'organisation globale.

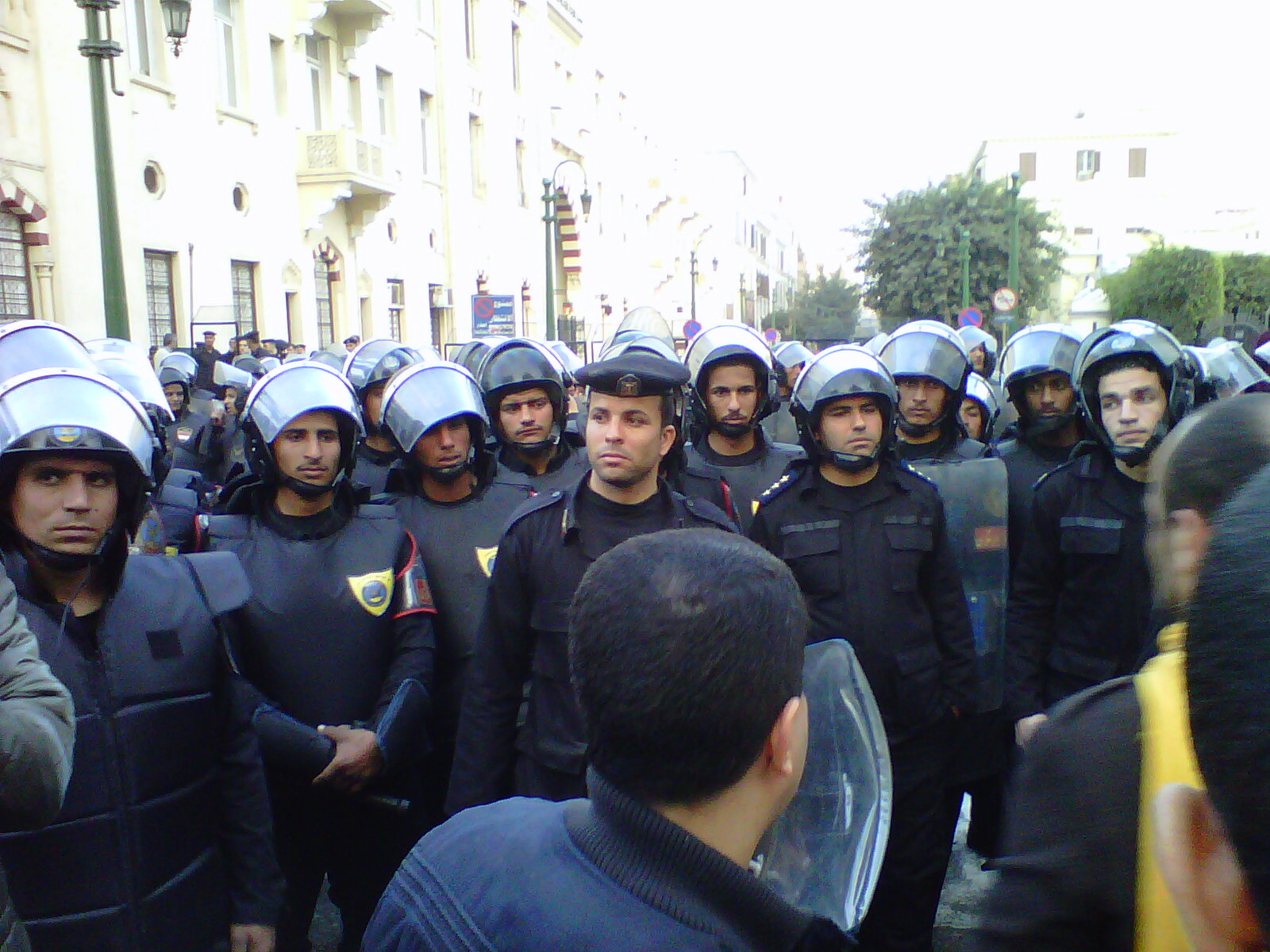
Des membres des Forces de la sécurité centrale lors des manifestations de 2011

Il existe quatre ministres adjoints :
- ministre de la Sécurité publique, responsable de la sécurité publique (notamment de la police municipale), des voyages, de l'émigration, des passeports, de la police portuaire et des enquêtes criminelles ;
- ministre des Forces spéciales responsable de l'administration pénitentiaire, des Forces de la sécurité centrale, de la protection civile, des transports, des communications et de la circulation, et du Tourisme et des Antiquités ;
- ministre du personnel policier, responsable des établissements de formation policière, des questions de personnel pour les employés policiers et civils, et des associations de sport pour policiers ;
- ministre des Affaires Administratives et Financières, responsable de l'administration générale, du budget, de l'équipement et des questions juridiques.

#### Organisation régionale

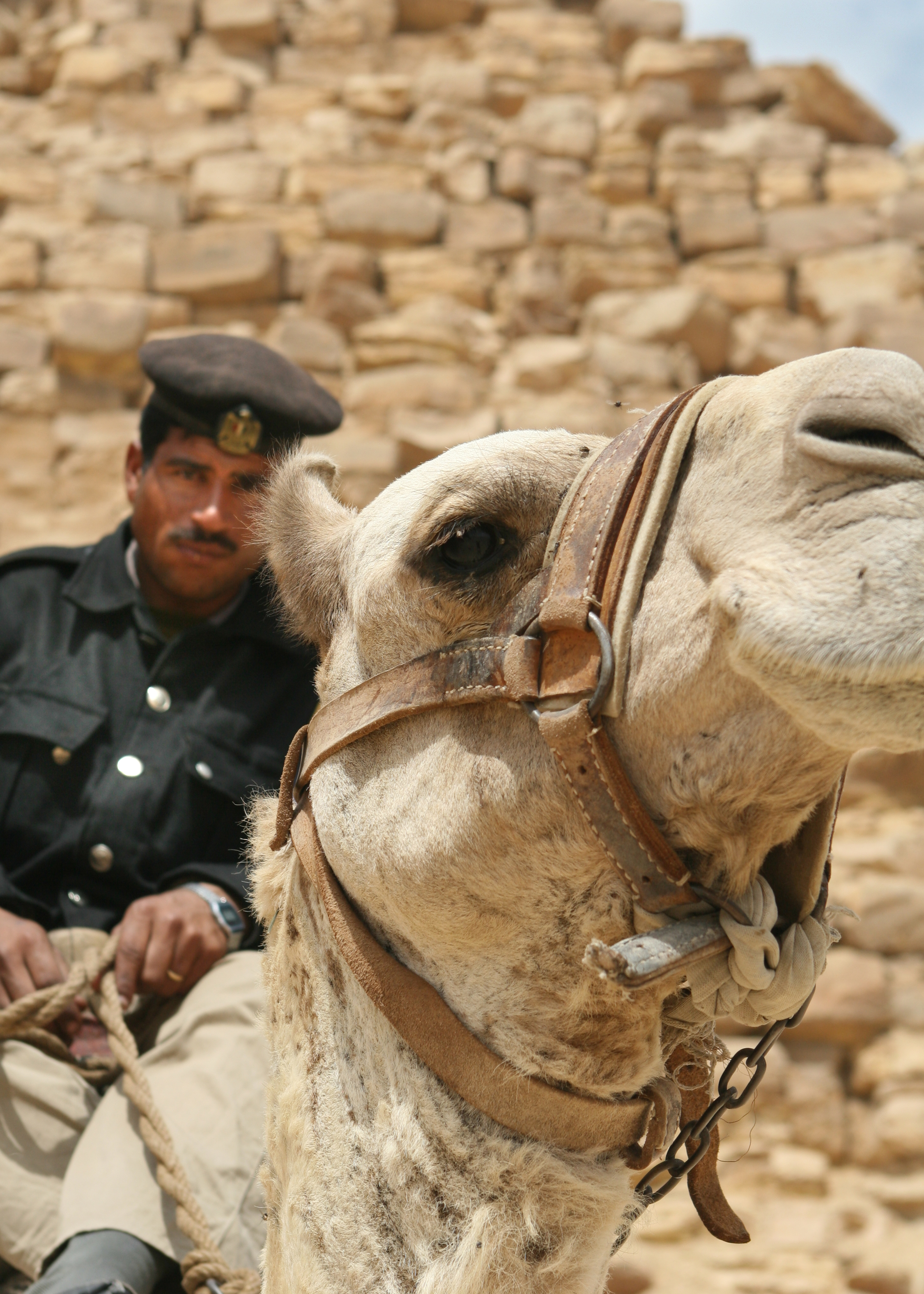
Police montée appartenant à la Police du Tourisme et des Antiquités

Dans chaque gouvernorat de l'Égypte (sing.muhafazah;. Pl, muhafazat), le gouverneur nommé par le président et un directeur de la police commandent toutes les forces de police et sont chargés de maintenir l'ordre public. Le gouverneur et le directeur du rapport de police au Ministère de l'Intérieur sur toutes les questions de sécurité. Ils rendent compte directement de tout fait touchant la sécurité publique, le gouverneur directement au ministre ou à son adjoint, et le directeur de la police par la hiérarchie policière. Dans chaque subdivision de l'Égypte, un commandant de police est chargé des mêmes fonctions à son niveau local.

### Lors de laRévolution égyptienne de 2011
Le 25 janvier 2011 est choisi par les utilisateurs d'internet non sans ironie comme jour de protestation contre le régime, notamment pour sa répression policière. Les Forces de la sécurité centrale laissent se dérouler la manifestation initiale (15 000 personnes) mais procèdent à de nombreuses arrestations au cours des jours suivants. Le 28 janvier, « Jour de la Colère », à la sortie de la prière du vendredi, le peuple se dirige vers la Place Tahrir mais, empêchée par le déploiement des Forces de la sécurité centrale, il s'attaque aux commissariats de quartiers. Les forces anti-émeute font usage de gaz lacrymogène et de balles en caoutchouc, mais de nombreux morts par balles, notamment au moment de l'attaque du ministère de l'Intérieur, sont imputables aux services de sécurité de l'État. Dans la nuit du 28 au 29, toutes les forces de police (et non pas seulement les Forces de la sécurité centrale) sont évacuées, et l'armée prend en charge la sécurité.
Malgré le jugement du ministre de l'Intérieur et son remplacement par Mahmoud Wagdi, les appels à la conciliation de l'armée et le port d'un nouveau logo « La police au service du peuple », la police continue de provoquer l'hostilité de la population; elle réapparaît aux carrefours pour assurer la circulation mais reste absente en février et mars dans de nombreuses localités.
La police elle-même manifeste le 13 février pour demander plus de reconnaissance, l'absence de poursuites pour la répression des manifestations et de meilleurs salaires pour éviter la corruption endémique du milieu

## Formation, uniformes et équipements

### Formation

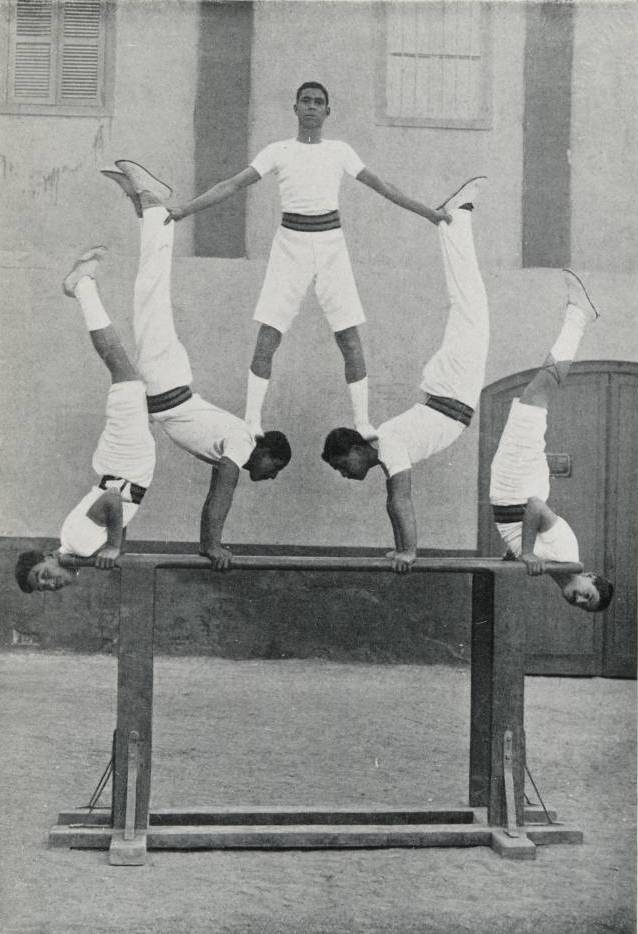
Exercice de gymnastique à l'École de police (1906)

Presque tous les officiers en service ont été diplômés de l'École de police du Caire. La police a également envoyé des agents à l'étranger pour leur formation.
L'École de police offre un programme de deux ans qui comprend : administration de la sécurité, enquête pénale, exercices militaires, défense civile, lutte contre l'incendie, médecine légale, communications, cryptologie, premiers secours, sociologie, anatomie, et langues étrangères (français et anglais). Sont également inclus : cours de politique, relations publiques, thématiques militaires (sur l'infanterie et la cavalerie), tir, commandement et exercices sur le terrain. Les diplômés reçoivent un diplôme et un grade de sous-lieutenant.
La formation des officiers avancée est donnée par sessions de 3 mois à l'Institut d'Études supérieurs de la police, et permet d'accéder au grade de lieutenant-colonel.
GRADES
Les grades des policiers Égyptien sont sur leurs épaulettes, le premier grades est celui de lieutenant ou ملازم en arabe c’est une étoile sur l’epaulette, le second grade est celui de lieutenant premier ou ملازم اول c’est 2 étoiles sur les épaulettes
Le troisième grade est celui de capitaine ou نقيب est c’est 3 étoiles sur les épaulettes

### Uniformes de police

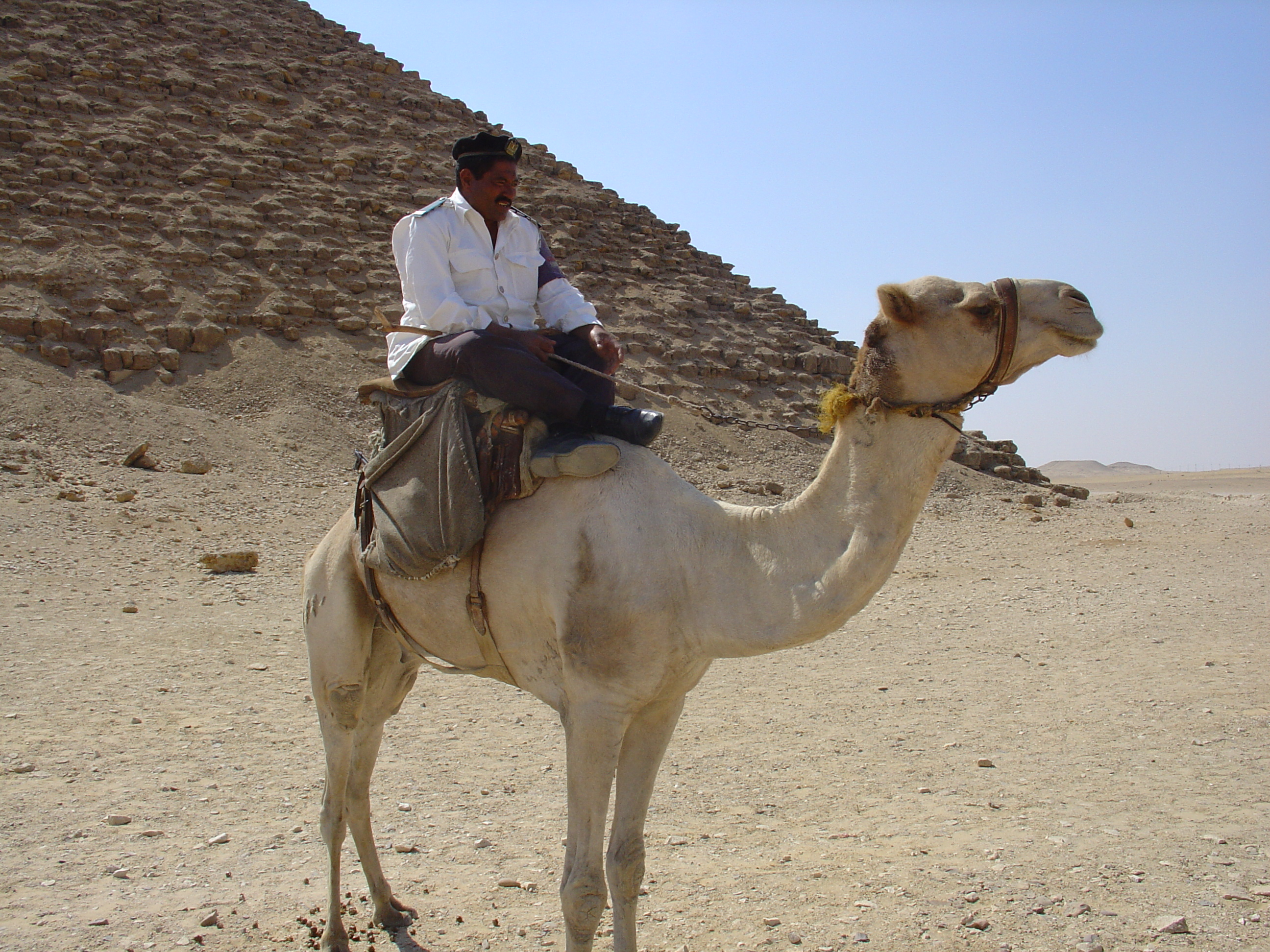
Un policier en tenue d'été

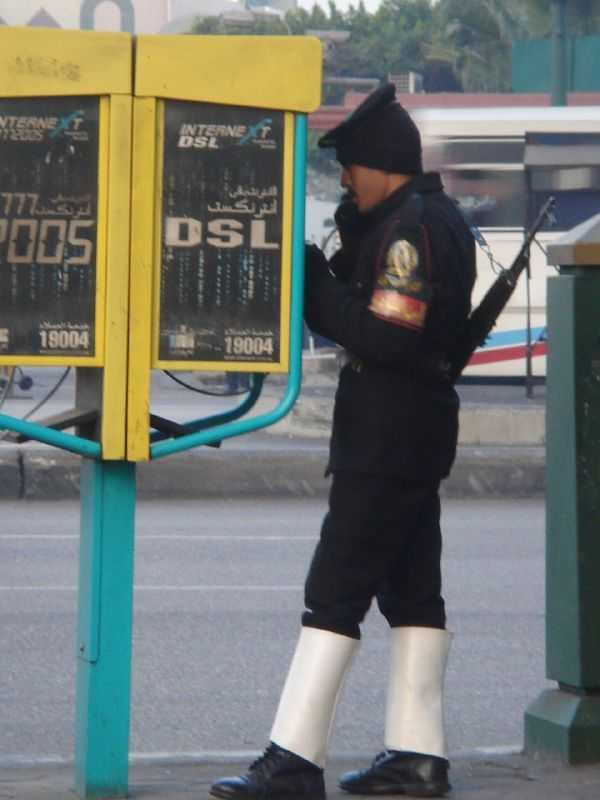
Un policier en tenue d'hiver

Les uniformes de la police sont semblables aux uniformes de l'armée avec l'uniforme de service de coton kaki. Toutefois, le personnel en service porte un uniforme en laine noir pour l'hiver et une veste de coton et un pantalon de brousse blancs pendant l'été. Ils portent un béret noir et parfois bleu.

### Équipement
L'équipement de série pour un agent de police qui fait sa ronde est un bâton qui est généralement fait de bois, les policiers égyptiens en général ne portent pas d'arme à feu lorsqu'ils sont en service régulier, cependant, les armes sont toujours disponibles dans les commissariats de police. Il s'agit notamment de Lee-Enfield et de carabines Rashid et SKS. Certaines unités spéciales peuvent également détenir des armes automatiques comme des fusils d'assaut Kalachnikov (en diverses versions) et des mitraillettes Heckler & Koch MP5, Port Saïd et Akaba. Les officiers au-dessus du grade de sous-lieutenant sont autorisés à porter une arme de petit calibre, généralement un pistolet 9 mm (le PA Helwan 951 étant aujourd'hui souvent remplacé par les Helwan 920).
La police du Tourisme et des Antiquités responsable des sites célèbres et des musées égyptiens est équipée de fusils d'assaut Maadi Misr, une version égyptienne de l'AKM et ses officiers portent des Glock 17 et 19.

### Moyens de transports
La police est devenue de plus en plus motorisée et il est maintenant rare de voir un policier en patrouille à pied, sauf dans les centres-villes ou les villages. L'usage de la moto et parfois de la bicyclette se développe.
Contrairement à de nombreux autres pays, la police égyptienne fait un large usage de véhicules utilitaires de sport. L'Égypte produit ainsi des Jeep en service dans sa police.

## Sources